# Дуалки
'Дуа̀лки (на италиански: Dualchi; на сардински: Duarche, Дуарке) е село и община в Южна Италия, провинция Нуоро, автономен регион и остров Сардиния. Разположено е на 321 m надморска височина. Населението на общината е 684 души (към 2010 г.).